# Aksl Rouz
. Aksl Rouz (енгл. W. Axl Rose), rođen kao Vilijam Brus Rouz mlađi (енгл. William Bruce Rose Jr.), je američki muzičar, poznat kao frontmen američkog hard rok benda Guns N' Roses.

## Detinjstvo i mladost
Vilijam Brus Rouz mlađi je rođen 6. februara 1962. godine, u Lafajetu, Indijana. Njegov otac, tada 20-godišnji Vilijam Brus Rouz stariji, opisivan je kao "problematični i harizmatični lokalni delinkvent", a majka, tada 16-godišnja srednjoškolka Šeron Elizabet Lintner, zatrudnela je s njim neplanirano. Dve godine kasnije, nakon što je pretrpeo zlostavljanje od strane oca, njegova majka se preudala za protestantskog sveštenika Stivena Bejlija, kom prilikom je promenila i sinovljevo prezime u Bejli.
Kada je imao sedamnaest godina napušta Indijanu i autostopom odlazi u Los Anđeles sa svojim dugogodišnjim drugom Izi Stredlinom.
U Los Anđelesu, Rouz je nastupao u bendu Holivud Rouz, i tek 1985. osnovan je Guns N' Roses. Bend je sastavljen od njegovih drugova iz drugih bendova, a to su Slash (Saul Hadson) na gitari, Daf MekKagan bas, Stiven Adler bubanj, i Izi Stredlinom ritmička gitara.
Izdavačka kuća Geffen, je napravila sa njima ugovor od 75.000 $ marta 1986. Iste godine izdat je „ Live like a Suicide. Popularnost im je polako rasla, ali jos nedovoljno. Jula 1987. izlazi „ Appetite for destruction. Posle godinu dana ovaj album se pojavio na prvom mestu US Billboard liste.
Sredinom osamdesetih i početkom devedesetih, Rouz je bio u vezi sa Erin Everli, kćerkom pevača Dona Everlija. Rouz je napisao reči za „ Sweet child of mine’’ za Everli, i ona se pojavila u spotu za istoimenu pesmu. Rouz i Everli su se venčali u aprilu 1990. u Las Vegasu. Razveli su se posle manje od mesec dana, ali su se kasnije opet spojili. Brak između Everli i Rouza završio se u januaru 1991.
Sredinom 1991. Rouz je bio u vezi sa modelom Stefani Simor.Dok su bili zajedno, Stefani se pojavila u dva spota, „ November Rain’’ i „ Don’t Cry’’. Simor i Rouz su se rastali 1993.
Od 1993 do 1996 Rouz je bio sa Jennifer Driver, koja se pojavila u spotu za „ Since I don’t have you’’.
Kako je stabilnost Guns N’ Roses-a pala, Rouz je počeo da se povlači od publike. Kasnih devedesetih razmatrao je da bude ‘’ usamljen’’, praveći retke nastupe. 
U intervjuu za Rolling Sotun, Rouz poklanja vise svetla na njegov dugo očekivani album-Chinese Democracy:,, Radimo na 32 pesme, i 26 njih su skoro urađene. Ljudi će čuti muziku ove godine. Veoma je kompleksan CD, trudio sam se da uradim nešto drugačije. Neke pesme podsećaju na Queen. Možda će neki ljudi reći da ne zvuči kao Aksl Rouz, da ne zvuci kao Guns N’ Roses, ali svideće vam se makar nekoliko pesama.
Bend je izvodio koncerte u SAD-u preko tri godine 12,14,15,17 maja 2006 u Njujorku. Imali su koncert i u Madridu 25. maja i Lisabonu 27. maja, ispred publike, koju je činilo preko 50 000 ljudi.